# Alexandru Cantacuzino
Alexandru Cantacuzino (Ciocănești (Dâmbovița), 1901 – Râmnicu Sărat, 22 settembre 1939) è stato un avvocato e politico rumeno.
Fu un membro di spicco del Movimento Legionario, popolarmente noto come Guardia di ferro, e uno stretto collaboratore del legionario Corneliu Zelea Codreanu. Ideò un complotto per rovesciare Carlo II di Romania, piano che sarebbe stato successivamente ripreso da Horia Sima, legionario e successivamente vicepresidente del Consiglio dei Ministri. Cantacuzino fu ucciso il 22 settembre 1939 nella prigione di Râmnicu Sărat, durante un'operazione di rappresaglia ordinata da Carlo II in seguito all'assassinio del primo ministro Armand Călinescu.

## Biografia
Alexandru Cantacuzino nacque nel 1901 nel comune di Ciocănești nel Distretto di Ilfov, nel palazzo Ghica-Cantacuzino, oggi monumento storico. Era un discendente della famiglia Ghica, nobile famiglia attiva dal XVII al XIX secolo nell'attuale Romania. Studiò a Parigi e poi all'Accademia del diritto internazionale dell'Aia, conseguendo una laurea, e successivamente a Bucarest, dove conseguì un dottorato in legge. Scelse di intraprendere la carriera diplomatica ricoprendo il ruolo di Capo di Stato Maggiore, tra il 1926 e il 1927, presso il Ministero degli affari esteri rumeno. Successivamente fu Segretario di Legazione e Capo degli Affari Rumeni all'Aia e a Varsavia.
Attratto dalla diffusione della politica fascista e di estrema destra in Romania, iniziò a contribuire all'Axa, quotidiano del Movimento Legionario con sede a Bucarest, poi curato da importanti figure dell'estrema destra come Ion Moța e Mircea Eliade. Realizzò degli scritti per le riviste Convorbiri literare, Cuvântul studențesc, Vestitorii e Libertatea.

### Attività politica

#### Attività pubblica
Cantacuzino si unì al Movimento Legionario, noto anche come Guardia di Ferro o Legione dell'Arcangelo Michele, e divenne uno dei più stretti collaboratori del "Căpitanul" Corneliu Zelea Codreanu, che gli conferì il grado più alto nella gerarchia legionaria, "Comandante della Buona Novella" ("Comandant al Bunei Vestiri"). Finì sotto il mirino delle autorità statali dopo aver partecipato all'organizzazione dei Congressi studenteschi a Craiova nell'aprile del 1935 e a Târgu Mureș nell'aprile del 1936, culminati in manifestazioni e gravi disordini dell'ordine pubblico. Il congresso di Craiova si concentrò prevalentemente nell'affermazione della fede legionaria, mentre il successivo congresso a Târgu Mureș fu molto più aggressivo, poiché denunciò apertamente le cosiddette "forze occulte" (presumibilmente ebrei) che guidavano la politica rumena ed erano i responsabili della persecuzione degli studenti legionari. Elena Lupescu, l'amante ebrea e in seguito moglie di Carlo II, insieme a Virgil Madgearu, al generale Gabriel Marinescu e al futuro primo ministro Armand Călinescu, venne presa di mira durante il congresso in quanto gli studenti legionari credevano che stessero cospirando per assassinare Codreanu. Cantacuzino fu, secondo il successivo racconto di Horia Sima, uno degli oratori più virulenti ad apparire al congresso.
Nel 1936 Cantacuzino lasciò il Movimento Legionario, guidato dal generale Gheorghe Cantacuzino-Grănicerul, per combattere nella guerra civile spagnola al fianco di Francisco Franco. Successivamente fu decorato con la "Croce Rossa" dallo stesso Francisco Franco per la sua partecipazione.
Il 17 maggio 1937 fu condannato a un anno di prigionia a causa del suo ruolo al Congresso studentesco di Târgu Mures.
Nel 1937 fu nominato capo del Corpo Legionario capitanato da Ion Moța e Vasile Marin, costituito su ordine di Codreanu poco prima che il gruppo dei legionari partisse per il fronte spagnolo. Questo Corpo Legionario doveva servire come guardia personale di Codreanu. Successivamente avrebbe dovuto essere trasformato nel corpo di difesa del movimento legionario, "un gruppo di essenza strettamente e severamente educativa e di ispirazione eroica", composto da 10.033 "combattenti" sotto i 30 anni di età. La trasformazione di questa organizzazione non fu mai realizzata, poiché il partito Ogni Cosa per il Paese, fronte elettorale del movimento legionario, fu sciolto con l'istituzione di una dittatura reale e il divieto di qualsiasi forma di attività politica.
Con l'incoraggiamento di Codreanu, partecipò alle elezioni del 20-22 dicembre 1937, rappresentando il partito Ogni Cosa per il Paese nel Distretto di Arad. Riuscì a ottenere uno dei più alti conteggi di voti ottenuti dai legionari, ricevendo il 32,73% dei voti e diventando deputato del Distretto di Argeș.

#### Attività clandestina
Alla vigilia dell'istituzione della dittatura reale di Carlo II, Armand Călinescu, allora Ministro dell'Interno, emanò l'ordine n. 746 del 6 marzo 1938, che ordinava a tutte le prefetture di polizia e alla gendarmeria di tenere archivi sui legionari e, se non avessero rispettato la nuova legislazione che vietava l'attività politica, di arrestarli. Teoricamente mirava a sopprimere qualsiasi forma di attività politica ma, praticamente, secondo lo storico legionario Ilarion Țiu, questo ordine fu ampiamente abusato, principalmente con trappole tese dalle autorità (circolari, ordini e falsi comunicati emessi dal Ministero dell'Interno sotto forma di bollettini legionari ufficiali). Questo ordine sarebbe servito come giustificazione del successivo arresto e assassinio di Corneliu Zelea Codreanu.
A seguito dell'ordinanza n. 746 fu ordinata un'ondata di arresti nei confronti dei collaboratori di Codreanu. Nella notte tra il 16 e il 17 aprile 1938, Corneliu Codreanu e altri 44 leader legionari furono arrestati. Anche Cantacuzino fu arrestato ma riuscì a fuggire, insieme a Vasile Cristescu, saltando dal finestrino del treno che li trasportava dal campo di Miercurea Ciuc alla prigione di Jilava. Dopo la loro fuga i due si separarono da qualche parte vicino a Braşov, Cristescu si nascose a Braşov e Cantacuzino a Bucarest, dove quest'ultimo aveva numerosi parenti che ricoprivano posizioni elevate nella società rumena.
Codreanu fu condannato a 10 anni di lavori forzati e in seguito si svolse il processo agli altri leader legionari. Inizialmente, era stato promesso che sarebbero stati rilasciati in cambio di una promessa di fedeltà al regno di Carlo II. Tuttavia, gli arrestati rifiutarono credendo che la svolta europea verso la leadership di estrema destra e fascista avrebbe fatto sì che fossero rilasciati prima del previsto. Il processo ai leader legionari iniziò il 25 luglio 1938 presso il Tribunale Militare del Secondo Corpo d'Armata e la sentenza venne pronunciata il 1º agosto 1938. Alexandru Cantacuzino e Vasile Cristescu, che evasero, furono condannati a 9 anni di carcere, mentre gli altri detenuti ricevettero una pena di 7 anni.
A causa di questa ondata di arresti, il Movimento Legionario venne a mancare di tutta la sua leadership e non fu in grado di continuare. Così salirono al potere nuovi leader, tra cui Horia Sima, Cantacuzino e Vasile Critescu. Sima, che inizialmente aveva ricoperto il ruolo di leader provinciale, sostituì Codreanu nella gerarchia della leadership, organizzando un Comando di persecuzione ("Comandament de prigoană"). Sima, quindi, riorganizzò il movimento limitando il numero di appartenenti a un "nido" (termine usato per un avamposto o club legionario locale) a 5 e dando a ciascun nido maggiore autonomia e capacità di promuovere azioni. Così, pochi mesi dopo l'ondata di arresti dell'aprile 1938, i nidi legionari furono in grado di organizzarsi in condizioni di segretezza e di pubblicare una serie di manifesti e pubblicazioni contro Armand Călinescu e il Primo Ministro Nicolae Iorga, considerati responsabili della condanna di Codreanu. Furono stampate anche pubblicazioni come "La verità sul processo di Corneliu Z. Codreanu" e manifesti contro la dittatura reale, mentre il Comando di persecuzione di Sima indirizzava lettere direttamente alle autorità.
Il 13 ottobre 1938 Alexandru Cantacuzino pubblicò una circolare in cui dichiarava che il Movimento Legionario era determinato a porre fine "all'impavidità" di Călinescu. Seguì un opuscolo intitolato Guarda questi tre (Priviți pe acești trei), che attaccava direttamente Carlo II, Elena Lupescu e suo padre. Ne seguì un manifesto che ordinava a Carlo II di riconciliarsi con la nazione rumena, per timore che i legionari trovassero un'altra soluzione al problema. Nelle sue memorie successive, Horia Sima disse che questi manifesti ricevettero un maggiore riconoscimento poiché furono firmati personalmente dai leader legionari.
Durante questo periodo Cantacuzino iniziò a complottare per rovesciare Carlo II, piano successivamente modificato e realizzato da Horia Sima.
Il 28 ottobre 1938 fu arrestato mentre camminava per Bucarest travestito da ufficiale. Fu imprigionato nella prigione di Râmnicu Sărat insieme ai leader legionari condannati nel processo del 25 luglio 1938, tra i quali Gheorghe Clime, Mihail Polihroniade, Traian Cotigă e Șerban Milcoveanu.

### Morte
Dopo aver rifiutato di firmare una dichiarazione di sottomissione e fedeltà alle autorità, Cantacuzino fu fucilato nella notte tra il 21 e il 22 settembre 1939. Anche i restanti leader legionari imprigionati a Râmnicu Sărat furono uccisi, inclusi Gheorghe Clime, Aurel Serafim, Nicolae Totu, Gheorghe Istrate, Sima Simulescu, Cristian Tell, Gheorghe Furdui, Mihail Polihroniade, Paul Craja e Gheorghe Apostolescu. L'elenco delle persone da fucilare fu redatto da Armand Călinescu insieme a Gavrilă Marinescu, prefetto di polizia, e Mihail Moruzov, direttore dell'intelligence rumena. Alexandru Cantacuzino fu sepolto nel cimitero dei legionari a Predeal.
Il 14 settembre 1940 Ion Antonescu e Horia Sima salirono al potere dando vita a un regime dittatoriale noto come Stato Nazionale Legionario. L'arresto e il processo del 1938 furono rivisti dalla Decisione n. 4 del 21 novembre 1940 della Commissione per la revisione dei processi politici e i 19 leader legionari, tra cui Alexandru Cantacuzino (il secondo della lista), furono assolti dalle loro condanne.